# Vászló
Vászló (románul: Vaslui), város Romániában, az ország keleti részében, Vaslui megye központja.

## Történelme
A Duna felől Halicsba vezető, régi kereskedelmi út mellett fekvő települést valószínűleg magyarok alapították. Először 1435-ben, I. Illés moldvai trónra kerülésekor említik.
Vászló vámszedési joggal rendelkező, pihenő és piachely volt.
1439 és 1440 között a tatárok csapásai óriási pusztítást okoztak a településen.
1470-ben III. István moldvai fejedelem is itt lakott udvartartásával együtt.
1475-ben Vászló település környékén III. István moldvai fejedelem legyőzte a törököket. Ez egy fontos mozzanat volt az európai törökellenes harcokban.
A városban a második világháború során haláltáborok léteztek. A kommunista időszakban a város fontos ipari központtá vált, mára azonban fontosságát elveszítette és fejlődésben lemaradt.

## Nevezetességek
- Keresztelő Szent János templom - 1490-ben, Ștefan cel Mare fejedelem uralkodásának idején épült. 1820 körül újították fel. Falfestése 1894-ben készült. Szerkezeti megoldása a moldvai hagyományokat követi.
- Fejedelmi lakóház romjai - A 15. századi épület maradványa Ștefan cel Mare udvartartásának színhelye volt.
- Hirboanca-erdő - Vászlótól 5 km-rel északra fekvő Hirboanca-erdő természetvédelmi terület.